# كلاتة (مقاطعة تشرداول)
كلاتة (بالفارسية: کلاته) هي قرية تقع في قسم هليلان الريفي (مقاطعة تشرداول) في إيران. يقدر عدد سكانها بـ 67 نسمة .